# Несторида

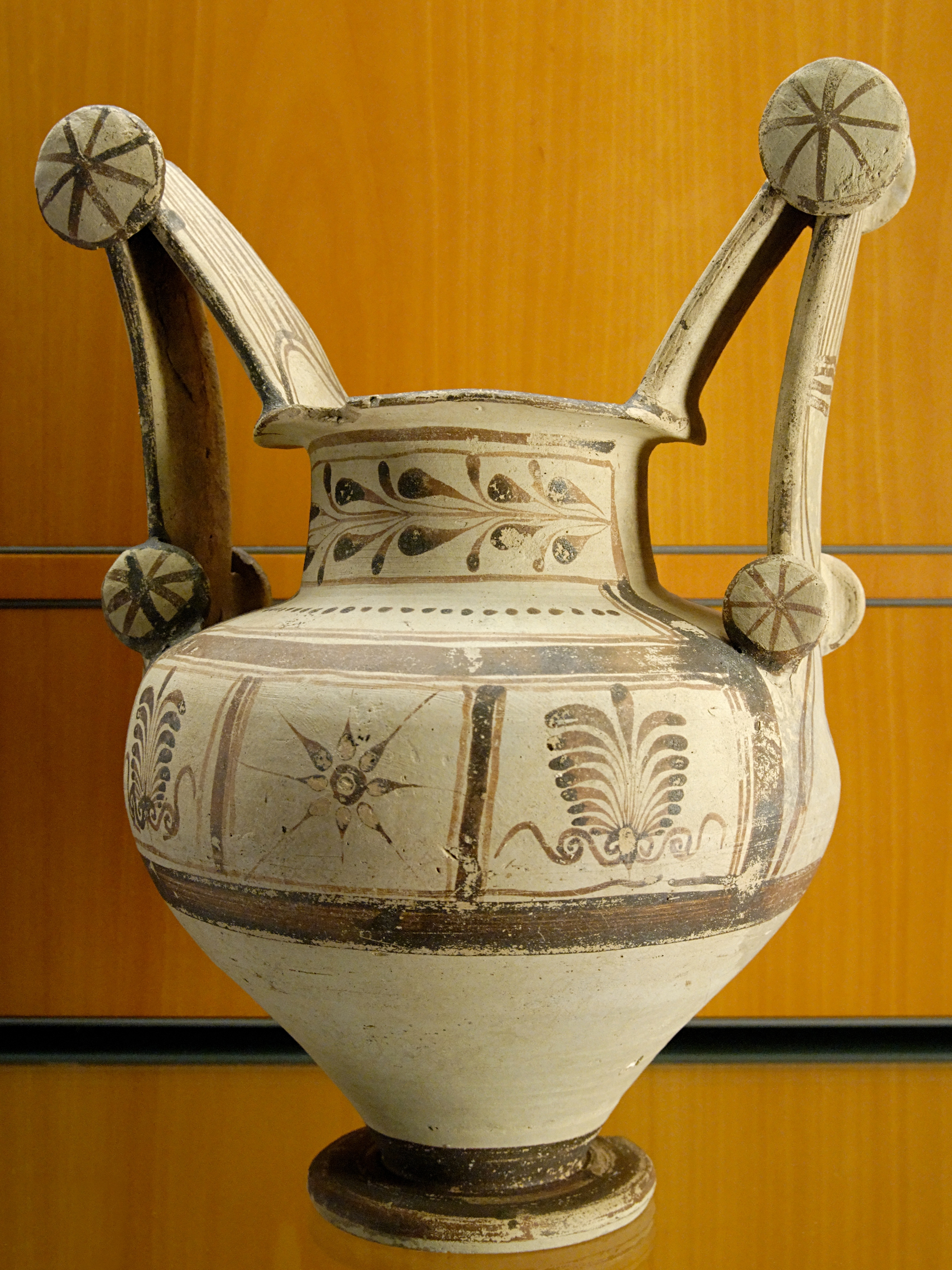
Несторида-трозелла з Апулії, археологічний музей Ліона

Несторида, також італійська назва Трозелла — давньогрецька посудина, схожа за формою на амфору, ваза круглої форми, з високими ручками, прикріпленими до шийки і боків.
Форма несториди походить з Південної Італії, де їх використовували в ритуальних цілях.